# Eminem
Eminem (rojstno ime Marshall Bruce Mathers III, znan tudi kot Slim Shady), ameriški raper, * 17. oktober 1972, St. Joseph, Misuri, ZDA.
Je eden najuspešnejših rap glasbenikov. Leta 2022 je bil sprejet v Hram slavnih rokenrola.

## Življenje
Rodil se je 17. oktobra 1972 v St. Joseph, Misuri. Njegova mama je bila odvisna od alkohola, očeta ni poznal oz. ga je zapustil pri treh mesecih starosti. Z rapom ga je seznanil njegov stric Ronnie, ko mu je prinesel kaseto, na kateri so bile pesmi iz filma Mockin in the night. Ronnie je bil edini družinski član, na katerega se je Eminem lahko zanesel. Ronnie je naredil samomor, kar je Eminema zelo prizadelo. Repati je začel pri štirinajstih letih. Svoje demo posnetke je predvajal na lokalnem detroitskem radiu. Tam ga je slišal neki producent in z njegovo pomočjo je Eminem posnel prvi album »Infinite«. Ta ni bil prav uspešen, zato so posneli še EP »Slim Shady«. Ta CD je slišal Dr. Dre in povabil Eminema v Kalifornijo, da bi skupaj posnela album. Tako je nastal LP »Slim Shady«, ki je bil prodan v 9 milijonih primerkih po svetu. Posnel je tudi film 8 milj, ki opisuje del njegovega življenja. Leta 2010, po štiriletnem premoru, se je vrnil na sceno s pesmijo »Not afraid« ter albumom »Recovery«. 

## Diskografija
- Infinite (1996)
- The Slim Shady LP (1999)
- The Marshall Mathers LP (2000)
- The Eminem Show (2002)
- Encore (2004)
- Relapse (2009)
- Recovery (2010)
- The Marshall Mathers LP 2 (2013)
- Revival (2017)
- Kamikaze (2018)
- Music To Be Murdered By (2020)
- The Death of Slim Shady (Coup de Grâce) (2024)